# Marcos Cesar Pontes
Marcos Cesar Pontes (Bauru, São Paulo, 1950. március 11. –) brazil pilóta,  repüléstechnikai mérnök, űrhajós, alezredes.

## Életpálya
1980-ban főiskolai diplomát szerzett mérnök-pilóta szakon. 1984-ben szerzett mérnöki diplomát a Pirassonungai Repülő Akadémián. A Brazil Légierő (FAB) egyik legtapasztaltabb pilótája, 1994-től berepülő pilótája. Több mint 2000 órát repült 25 különböző repülőgépen, köztük olyan ismert repülőgéptípusokon, mint pl. az F–15, F–16, F–18, MiG–29. A repülőbalesetek egyik kivizsgálója.
A Brazil Űrügynökség választotta ki a NASA űrprogramhoz csatlakozva. 1998. augusztus 27-től részesült űrhajóskiképzésben. Kiképzésben részesült a Lyndon B. Johnson Űrközpontban, a Columbia űrrepülőgép katasztrófája miatt a program átmenetileg felfüggesztve. Brazília kifizette a 20 milliós űrrepülési költséget, így a Jurij Gagarin Űrhajóskiképző Központban is kiképezték, sikeres vizsgák után megkezdhette szolgálatát. Az első brazil és az első portugál nyelvű ember a világűrben. Egy űrszolgálata alatt összesen 9 napot, 21 órát és 17 percet töltött a világűrben.

## Űrrepülések
Szojuz TMA–8 speciális űrturista. Első űrszolgálata alatt összesen 9 napot, 21 órát és 17 percet töltött a világűrben. Nyolc kutatási, kísérleti programot hajtott végre. Szojuz TMA–7 mentőegységgel tért vissza indulóbázisára.

## Szakmai sikerek
- Viselheti az űrhajós jelvényt.
- Több katonai, polgári kitüntetésben, valamint űrhajós szolgálati elismerésben részesült.